# Microtus mexicanus
Microtus mexicanus — вид полівок. Цей вид має диз'юнктне поширення на південному заході США та Мексиці. Його можна зустріти на луках та в інших типах середовища існування, і він, як правило, адаптований до різних типів клімату. Мексиканська полівка в основному харчується травами та корінням кущів і дерев. Було також зазначено, що вони їдять метеликів-монархів.

## Морфологічна характеристика
Цей гризун є невеликим представником роду з довжиною голови і тіла від 109 до 127 мм, довжиною хвоста від 24 до 35 мм і вагою від 29 до 48 г. Задні лапи довжиною від 15 до 21 мм, вуха довжиною 12–15 мм. Волосяний покрив зверху корицевий з вкрапленнями від жовто-коричневого до темно-коричневого. Світліша нижня сторона має коричнево-коричневий або сірий основний колір, місцями білуватий. Нижня сторона хвоста трохи світліша. На відміну від більшості інших польових мишей, самиці мають лише чотири парні соски.
Маленькі округлі вушка майже повністю приховані в шерсті. На підошвах задніх лап є шість подушечок. Вид має один різець, без ікла, без премолярів і по три корінні зуби в кожній половині щелепи, що дає 16 зубів у зубному ряду. Диплоїдний набір хромосом містить 48 хромосом (2n=48).

## Спосіб життя
Екземпляри можуть бути активними вдень і вночі. Вони створюють гнізда з трави в порожнистих колодах, під нависаючими камінням або в інших схованках. Тварини добре пристосовані до сухості. Живляться травами і травами, які закінчуються листям, молодими пагонами, кореневими бульбами (влітку) або корою (взимку). Припаси не створюються, але шматочки залишаються на стежках. Взагалі самки можуть розмножуватися практично в усі пори року (крім травня і грудня). Як незвично для польових мишей, більшість потомства народжується в теплі, вологі літні місяці. Із середньою кількістю новонароджених 2,4 дитинчат на один послід, цей вид має найнижчий рівень репродуктивності серед будь-яких рийних полівок у Північній Америці. Самиці вагітні близько трьох тижнів.
На цю польову мишу полюють койоти, рисі, сови та гримучі змії.
Як один із небагатьох гризунів, вид нечутливий до отрути метелика-монарха (Danaus plexippus) і може його з'їсти.